# Jim Hogan
James Joseph Hogan, detto Jim (Croom, 28 maggio 1933 – Limerick, 10 gennaio 2015), è stato un maratoneta britannico.

## Palmarès
| Anno | Manifestazione | Sede     | Evento   | Risultato | Prestazione | Note |
| ---- | -------------- | -------- | -------- | --------- | ----------- | ---- |
| 1966 | Europei        | Budapest | Maratona | Oro       | 2h20'04"6   |      |

## Campionati nazionali
1963
- Argento ai campionati irlandesi di corsa campestre - 39'41"

1964
- Oro ai campionati irlandesi di corsa campestre - 38'21"

## Altre competizioni internazionali
1966
- Argento alla Polytechnic Marathon ( Chiswick) - 2h19'27"

1967
- Bronzo al Challenge Aycaguer ( Lione)

1968
- Argento alla Around the Bay ( Hamilton), 30,73 km

1969
- 13º alla Maratona di Anversa ( Anversa) - 2h22'58"